# Reseda odorata
Reseda odorata es una especie de planta perteneciente a la familia de las resedáceas. Es un híbrido cultivado cuya especia materna es Reseda minoica, identificada en 2013. Es originaria de la cuenca del Mediterráneo, pero ha sido introducida en muchas partes del mundo.

## Descripción
Esta es una hierba anual de tallos erectos ramificados de 80 centímetros de altura máxima. La inflorescencia es una espiga con muchas flores. La flor tiene seis pétalos de color blanco a amarillento o verdoso,  cada uno dividido en tres lóbulos estrechos, con forma de dedo. En el centro de la flor tiene hasta 25 estambres con grandes anteras de color naranja colgando.

## Propiedades
La planta  durante mucho tiempo se mantuvo como una planta ornamental por sus flores fragantes, el aceite esencial de las cuales se ha utilizado en los perfumes.
La reseda es una flor de Esparza, Puntarenas Costa Rica.

## Nombre común
Miñoneta, reseda, reseda de olor.